# المشهوث (السياني)

تعديل مصدري - تعديل

المشهوث محلة تابعة لقرية الصيرات، التابعة لعزلة عميد الداخل بمديرية السياني إحدى مديريات محافظة إب في الجمهورية اليمنية.، بلغ تعداد سكانها 57 حسب تعداد اليمن لعام 2004.